# Dmitriy Bilyk
Dmitriy Bilyk (ukrainisch Дмитро Білик ‚Dmytro Bilyk‘; russisch Дмитрий Билик Dmitri Bilik; * 12. März 1979 in Charkiw, Ukrainische SSR) ist ein ukrainischer Mathematiker und Hochschullehrer.

## Ausbildung und Beruf
Bilyk studierte Mathematik an der Nationalen W.-N.-Karasin-Universität Charkiw. 2001 beendete er dort sein Studium als Spezialist (entspricht dem Master) mit einer Arbeit zum Thema The Daugavet Property in the Spaces of Vector Valued Functions bei Vladimir M. Kadets. Bilyk wechselte zur University of Missouri, wo er 2005 bei Loukas Grafakos mit einer Arbeit zum Thema Distributional Estimates for Multilinear Operators promovierte. Seit 2012 ist Bilyk ordentlicher Professor an der University of Minnesota.

## Forschungsinteressen
Bilyk forscht auf den Gebieten der Harmonischen Analyse, der Funktionalanalysis, der Diskrepanztheorie, der Approximation und der Wahrscheinlichkeit.
Bilyk erhielt für seine Forschungsprojekte zahlreiche Fördermittel verschiedener Organisationen, darunter
von der National Science Foundation für
- 2008–2011: The Discrepancy Theory and the Small Ball Conjecture
- 2011–2015: Discrepancy Theory and Analysis
- 2013–2016 und 2020: die Mitorganisation des Riviere-Fabes Symposiums über Harmonic Analysis and Related Topics
- 2017–2020: Uniform Distribution and Harmonic Analysis

von der Simons Foundation für die Projekte
- 2019: Approximation, sampling and compression in data science
- 2016–2021: Discrepancy theory and harmonic analysis[3]

Bilyk hat mehr als 30 Publikationen verfasst. Sein h-Index liegt bei 10.
Zusammen mit Michael Gnewuch, Aicke Hinrichs, Frances Kuo, Klaus Ritter, Jan Vybíral und Larisa Yaroslavtseva organisierte Bilyk 2019 und 2023 die Dagstuhl-Seminare Algorithms and Complexity for Continuous Problems.

## Gastaufenthalte
Bilyk arbeitete als Gastprofessor und Gastforscher an verschiedenen Instituten und Universitäten, darunter
- 2005–2008: am Georgia Institute of Technology
- 2008: am Fields Institute der University of Toronto
- 2008–2009: am Institute for Advanced Study in Princeton (New Jersey)
- 2008–2012: an der University of South Carolina in Columbia (South Carolina)
- 2011–2012: an der University of Minnesota in Minneapolis[3]

## Lehre
Bilyk hält Vorlesungen und Seminare zu den Gebieten Mathematik allgemein, Analysis, Algebra, Infinitesimalrechnung, Fourier-Analysis, Wavelets, Differentialgleichungen, Numerische Mathematik, Harmonischen Analyse und Diskrepanztheorie.

## Preise, Auszeichnungen
Bilyks Artikel Fibonacci sets and symmetrization in discrepancy theory (zusammen mit Wladimir Nikolajewitsch Temljakow und Rui Yu) wurde 2012 mit dem Best-Paper-Award des Journals of Complexity ausgezeichnet.
Im Jahr 2023 erhielt Bilyk den internationalen Joseph-F.-Traub-Preis für erreichte Ergebnisse auf dem Gebiet der informationsbasierten Komplexität.

## Veröffentlichungen (Auswahl)
- Mit Michelle Mastrianni, Stefan Steinerberger: Single radius spherical cap discrepancy via gegenbadly approximable numbers, 2023 online
- Mit Josef Dick, Friedrich Pillichshammer (Eds.): Discrepancy Theory.  Radon Series on Computational and Applied Mathematics 26, De Gruyter, Berlin/Boston 2020, ISBN 978-3-11-065115-7.
- Mit Frances Kuo, Aicke Hinrichs, Klaus Ritter: Algorithms and Complexity for Continuous Problems, 2019, Dagstuhl Seminar 19341 online
- Discrepancy theory and harmonic analysis Kapitel in Uniform Distribution and Quasi-Monte Carlo Methods, 2014, De Gruyter, ISBN 9783110317893
- Roth’s Orthogonal Function Method in Discrepancy Theory and Some New Connections, 2014, Kapitel in A Panorama of Discrepancy Theory, Springer,  ISBN 978-3319046952

## Online-Vorträge und -Seminare
- Dmitriy Bilyk: Discrete minimizers of energy integrals auf YouTube, 7. Februar 2022, abgerufen am 17. Oktober 2023.
- Dmitriy Bilyk - Minimal energy, packing, and covering, I auf YouTube, 11. Januar 2022, abgerufen am 17. Oktober 2023.
- Dmitriy Bilyk - Minimal energy, packing, and covering, II auf YouTube, 12. Januar 2022, abgerufen am 17. Oktober 2023.
- Dmitriy Bilyk - Minimal energy, packing, and covering, III auf YouTube, 13. Januar 2022, abgerufen am 17. Oktober 2023.
- Dmitriy Bilyk - Minimal energy, packing, and covering, IV auf YouTube, 14. Januar 2022, abgerufen am 17. Oktober 2023.
- Dmitriy Bilyk - Minimal energy, packing, and covering, V auf YouTube, 14. Januar 2022, abgerufen am 17. Oktober 2023.
- Dmitriy Bilyk - "On the Stolarsky invariance principle" auf YouTube, 19. September 2021, abgerufen am 17. Oktober 2023.
- Point Distributions Webinar — Dmitriy Bilyk auf YouTube, 19. August 2021, abgerufen am 17. Oktober 2023.
- Dmitriy Bilyk: On the interplay between uniform distribution, discrepancy, and energy auf YouTube, 27. November 2020, abgerufen am 17. Oktober 2023.
- On some distributions with low L2-discrepancy, International conference "Nonlinear Approximations and Applications" dedicated to the 60th birthday of Professor Wladimir Nikolajewitsch Temljakow, 2013, Moscow, Steklov Mathematical Institute of RAS